# West Indies Cricket Team in Bangladesch in der Saison 1999/2000
Die Tour des West Indies Cricket Teams nach Bangladesch in der Saison 1999/2000 fand vom 8. bis zum 9. Oktober 1999 statt. Die internationale Cricket-Tour war Bestandteil der Internationalen Cricket-Saison 1999/2000 und umfasste zwei ODIs. Die West Indies gewannen die Serie 2–0.

## Vorgeschichte
Für beide Mannschaften war es die erste Tour der Saison. Für Bangladesch war es die erste offizielle Tour, die es gegen ein Vollmitglied des ICC bestritt.

## Stadien
Die folgenden Stadien wurden für die Tour als Austragungsort vorgesehen.
| Stadion                      | Stadt | Kapazität | Spiele      |
| ---------------------------- | ----- | --------- | ----------- |
| Bangabandhu National Stadium | Dhaka | 36.000    | 1. & 2. ODI |

## Kaderlisten
Bangladesch benannte seinen Kader am 21. September 1999.
Die West Indies benannten ihren Kader am 1. Oktober 1999.
| ODI | ODI |
| Bangladesch | West Indies |
| --- | --- |
| - Aminul Islam (K) - Al Sahariar - Ahmed Kamal - Enamul Haque - Habibul Bashar - Hasibul Hossain - Javed Omar - Khaled Mashud (wk) - Khaled Mahmud - Manjural Islam - Naimur Rahman - Shafiuddin Ahmed - Shahriar Hossain | - Brian Lara (K) - Jimmy Adams - Curtly Ambrose - Sherwin Campbell - Shivnarine Chanderpaul - Mervyn Dillon - Wavell Hinds - Ridley Jacobs (wk) - Nixon McLean - Nehemiah Perry - Ricardo Powell |

## One-Day Internationals

### Erstes ODI in Dhaka
| 8. Oktober Scorecard | Dhaka | West Indies 292-6 (50)          | – | Bangladesch 219-5 (50) |
|                      |       | West Indies gewinnt mit 73 Runs |   |                        |

Die West Indies gewannen den Münzwurf und entschieden als Schlagmannschaft zu beginnen. Als Spieler des Spiels wurde Jimmy Adams ausgezeichnet.

### Zweites ODI in Dhaka
| 9. Oktober Scorecard | Dhaka | West Indies 314-6 (50)           | – | Bangladesch 205 (49.1) |
|                      |       | West Indies gewinnt mit 109 Runs |   |                        |

Die West Indies gewannen den Münzwurf und entschieden als Schlagmannschaft zu beginnen. Als Spieler des Spiels wurde Brian Lara ausgezeichnet.